# Swatch
Swatch [swɒtʃ Amer swɑːtʃ]IPA je švýcarská hodinářská společnost založená roku 1983 Nicolasem Hayekem, organizačně součást společnosti Swatch Group. Produktová řada Swatch byla vytvořena jako reakce na „quartzovou krizi“ sedmdesátých a osmdesátých let, kdy levné asijské digitální i analogové hodinky zaplavily světový trh s hodinkami.
Název swatch je zkratkou ze second watch [sekənd wɒtʃ Amer wɑːtʃ]IPA, tedy druhé hodinky, které člověk vlastní pro neformální volnočasové příležitosti, současně nejsou drahé, jsou tudíž postradatelné v případě poškození nebo ztráty; postupem času si Swatch vybudoval renomé, díky němuž hodinky této značky lidé používají také jako své primární hodinky.

## Historie
V 70. letech 20. století byl švýcarský hodinářský průmysl v hluboké krizi. Asijské firmy vsadily na tehdy moderní quartzovou technologii a společnosti jako SEIKO se svými analogovými a digitálními quartzovými hodinkami válcovaly světový trh s hodinkami. Za pouhých 10 let zbankrotovalo 1 000 švýcarských hodinářů, hodnota vývozu hodinek klesla na polovinu a podíl švýcarských hodinek na světovém trhu klesl ze 43 % na 15 %.
A zatímco v Japonsku sjížděly z automatizovaných linek tisíce levných quartzových hodinek, byla ve švýcarském hodinářském segmentu situace úplně jiná; stovky drobných hodinářů tu vyráběly hodinky většinou pod svou značkou a díly odebíraly od zhruba tisícovky dodavatelů.
Jedním z lidí, který si uvědomoval, že švýcarský hodinářský průmysl bude potřebovat radikální změnu, byl Ernst Thomke. Thomke přišel do ASUAG v roce 1978 a ihned začal se změnami. Snížil výrobní náklady, propustil 60 % zaměstnanců, zkonsolidoval výrobu strojků pod společnost ETA SA a urychlil přechod ETA na výrobu quartzových analogových hodinek.
Thomke si také uvědomoval, že se musí zjednodušit a sjednotit nejenom výroba strojků, ale celých hodinek, čímž vznikly ultratenké hodinky Delirium s tělem z jednoho kusu (nahrazuje pouzdro hodinek, základnu strojku a dýnko), do kterého se ukládal strojek číselníkem (stejně jako u hodinek Swatch); plán byl začít montovat strojky ETA do hodinek (nejlépe plastových) a začít tak s masovou produkcí dostupných švýcarských hodinek, které by konkurovaly asijské produkci.
Thomke měl však jeden zásadní problém – kde vzít na svůj plán peníze? Banky už byly unavené z neustálého pumpování peněz do nemocného švýcarského hodinářského průmyslu. Naštěstí se Thomke setkal s investorem Nicolasem Hayekem a ukázal mu své tajné plány.
Hayek, který zrovna sloučil SSIH a ASUAG a určil jim, že se mají soustředit pouze na design hodinek (ETA se měla starat o dodávky hodinek pro všechny značky skupiny), slíbil, že peníze od bank sežene. Peníze opravdu sehnal a v roce 1983 se na trhu objevily první „Swatchky“. A byl to ohromný úspěch od samého začátku, i když nikdo nevěřil, že se v tomto segmentu švýcarské hodinky opět někdy vrátí na scénu.

### Produktové řady

#### AluMini
Řada, uvedená roku 2001, určená pro účastníky internetových chatů. Měří čas nezávisle na časových pásmech.

#### Swatch Originals
Originály mají plastové pouzdro; jsou dostupné v mnoha velikostech, tvarech a provedeních.